# Viktor Šonc (skladatelj)
Viktor Šonc, slovenski skladatelj, glasbeni pedagog in zborovodja, * 29. november 1877, Tomaj, † 1. september 1964, Ljubljana. 

## Življenje in delo
Končal je ljudsko šolo v rojstnem kraju in gimnazijo v Gorici (1892). V letih 1901−1904 je v Pragi študiral kompozicijo ter 1903-1907 zasebno solopetje pri V. Nováku. V letih 1909−1911 je bil vodja pevskega društva Trebević v Sarajevu, od 1911-1927 (razen 1918/1919) pa ravnatelj šole Glasbene matice v Trstu, kjer je tudi poučeval glasbeno teorijo, klavir in solopetje. Sredi marca 1927 je nenadoma zapustil ravnateljsko mesto in se odselil. (Njegovo mesto je zasedel Vasilij Mirk). Po odhodu je bil vodja Srbskega cerkvenega pevskega društva v Sremski Mitrovici (1927-1928), nato pa je eno leto vodil Srbsko cerkveno pevsko društvo v Somboru. Od leta 1929 je živel v Ljubljani  in tu učil na šoli Glasbene matice. Po osvoboditvi, je do upokojitve leta 1958 učil na Glasbeni šoli Ljubljana-Center.
Šonc je zapisoval in prirejal slovenske ljudske napeve npr.: Kar si, boš zdaj ostala; Saj sem pravil mnogokrat; Tekel sem dol po dolin; Na srčku bolan; Zvonček. Napisal pa je tudi več izvirnih glasbenih del npr.: Pokop pusta, simfonična slika za veliki orkester; Otroci lovijo pusta, stavek iz suite za godalni kvartet; Ubežni kralj, kantata za mešani zbor, soliste in veliki orkester; Veverica, za mladinski zbor in klavir 4-ročno. Vodil je zbore slovenskih visokošolcev v Pragi, mladinski in mešani zbor Glasbene matice v Trstu, mešani zbor Srbske pravoslavne občine v Trstu in po letu 1929 mladinski zbor v Ljubljani. Po 1. svetovni vojni je bil tudi dopisnik lista
Edinost.